# Antonio Pettinicchi
Antonio Pettinicchi (Lucito, 25 ottobre 1925 – Bojano, 24 giugno 2014) è stato un pittore e incisore italiano, attivo nell'arte contemporanea.

## Biografia
Trascorre i primi anni della sua vita a Lucito dove inizia a produrre i suoi primi disegni (tracce delle sue prime opere si trovano ancora all'ingresso della sua abitazione). Frequenta la scuola superiore a Campobasso dove il professore Amedeo Trivisonno lo invoglia verso il disegno. 
A Napoli nei primi anni cinquanta completa i suoi studi presso l'accademia delle Belle Arti. Qui stringe ottimi rapporti con il professore Emilio Notte e incontra il suo maestro incisore Lino Bianchi Barriviera. Insegnerà dopo gli studi disegno e storia dell'arte presso l'Istituto Magistrale di Campobasso dove era stato studente anni prima.
I suoi dipinti fanno riferimento alla realtà vera e autentica del Molise degli anni 60 e 70. Insieme ad altri artisti molisani negli anni 70 inizia un percorso figurativo d'avanguardia, sperimentazione e lotta riguardante le problematiche sociali di quei tempi.
Dipinge solo gente e scenari molisani dicendo: 
Un artista amico che influenzò la sua pittura fu Renato Guttuso. Aveva un grande interesse per gli impressionisti come Paul Cézanne, Francis Bacon, Pablo Picasso, Hieronymus Bosch e pittori dell'espressionismo tedesco che amava particolarmente.
Predilige il contrasto e il controluce per raccontare la sua terra e lasciare traccia di quello che era.
Ha illustrato la Divina Commedia con 87 dipinti acquistati dalla Provincia di Campobasso nel 1994.
Tante le mostre personali e collettive a cui partecipa, tra le quali le partecipazioni alla Biennale di Venezia e Quadriennale di Roma.
Le sue opere sono presso molte gallerie private e pubbliche come gli Uffizi di Firenze, la Galleria Puskin di Mosca, Altes Museum di Berlino e British Museum di Londra.
L'ultima sua mostra personale si è tenuta a Campobasso (Fondazione Molise Cultura Palazzo GIL) nel 2015 ad un anno dalla sua morte.

## Premi
- Primo Premio per la Grafica alla Mostra delle Accademie e Belle Arti d'Italia, Napoli (1951)
- Primo Premio di Pittura nella Mostra Internazionale Arte Giovanile, Roma (1958)
- Premio Asiago alla IV Biennale dell'incisione, Venezia  (1961)
- Premio città di Torino alla V Biennale Internazionale della Grafica, Firenze  (1971)

## Illustrazioni
- Le terre del Sacramento di Francesco Jovine
- La chiesa di canneto di F. Del Vecchio
- Vita di contadini di D. Del Gado
- Delicata Civerra, Dramma storico della cronaca campobassana del XI secolo di L. De Marco

## Musei e Raccolte
- Altes Museum, Berlino
- British Museum, Londra
- GNAM, Roma
- Museo Puskin, Mosca
- Raccolta disegni e stampe, Galleria degli Uffizi, Firenze
- Collezione Convitto Nazionale Mario Pagano, Campobasso
- Galleria del Comune di Roma, Roma
- Galleria d'arte moderna, Vicenza
- Galleria d'arte contemporanea "Osvaldo Licini", Ascoli Piceno
- Museo civico d'arte moderna, Lucca
- Museo civico, Modena
- Museo civico, Pescia
- Musei civici veneziani, Venezia
- Pinacoteca civica "Vittorore Crivelli", Sant'Elpidio a mare (FM)
- Raccolta Fondazione "Opera Bevilacqua La Masa", Venezia
- Raccolta del Comune, Campobasso
- Raccolta della Provincia, Campobasso
- Raccolta Premio Termoli, Termoli (CB)
- Raccolta stampe "Achille Bertarelli"
- Castello Sforzesco, Milano
- Mostra permanente presso la

Pinacoteca "Antonio Pettinicchi"
Lucito (Cb)
Hanno scritto su di lui: Gino Marotta, Antonio Picariello, Antonio Cirino, Massimo Bignardi, Lino Bianchi Barriviera, Vitaliano Corbi, Eduardo Di Iorio, Tommaso Evangelista, Lino Mastropalolo, Giuseppe Jovine, Mario Monteverdi, Dario Micacci, Giorgio Trentin, Remo Wolf e tanti altri.